# ۲۳ مارس ۱۹۳۱: شاهد
۲۳ مارس ۱۹۳۱: شاهد (به هندی: 23rd March 1931: Shaheed) فیلمی است محصول سال ۲۰۰۲ و به کارگردانی گودو دنوآ است. در این فیلم بازیگرانی همچون بابی دیول، سانی دیول، آمریتا سینگ، راهول دو، سورش اوبروی، شاکتی کاپور، دیویا دوتا، آیشواریا رای ایفای نقش کرده‌اند.
این فیلم در ایران با نام شاهد توسط مؤسسه قرن ۲۱ دوبله و پخش شده‌است.